# Patsergedrag
Patsergedrag is een lied van de Nederlandse rapper Sevn Alias in samenwerking met de Nederlandse rapper Lil' Kleine en de Algerijns-Franse rapper Boef. Het werd in 2017 als single uitgebracht en stond in hetzelfde jaar als tiende track op het album Picasso van Sevn Alias.

## Achtergrond
Patsergedrag is geschreven door Jorik Scholten, Sevaio Mook en Sofiane Boussaadia en geproduceerd door Jack $hirak. Het is een nummer uit het genre nederhop. In het lied rappen en zingen de artiesten over hun vermogen en hoe ze er mee omgaan en pronken. Het was een van de laatste singles van Sevn Alias onder het label Rotterdam Airlines, daar hij na het uitbrengen van het album Picasso zijn muziek ging uitbrengen onder zijn eigen label 1OAK Entertainment. De single heeft in Nederland de driedubbele platina status.
Het is de eerste keer dat de drie artiesten samen op een track te horen zijn. Wel werd er al onderling samengewerkt. Zo hadden Sevn Alias en Boef eerder al samengewerkt op Een klein beetje geluk, Tempo en Slapend rijk en herhaalden ze de samenwerking op SVP en Dom. Lil' Kleine en Boef waren eerder samen te horen op Wejoow en Krantenwijk en na Patsergedrag op Miljonair en Pornstar martini. Voor Sevn Alias en Lil' Kleine was het de eerste keer dat ze met elkaar samenwerkten; een samenwerking die zij herhaalden op Enkelsok.

## Hitnoteringen
De artiesten hadden succes met het lied in de hitlijsten van het Nederlands taalgebied. Het piekte op de eerste plaats van de Nederlandse Single Top 100 en stond vier weken op deze plaats. In totaal stond het 29 weken in deze hitlijst. In de Nederlandse Top 40 kwam het tot de negende positie. Het was twaalf weken in de Top 40 te vinden. De piekpositie in de Vlaamse Ultratop 50 was de 21e plaats in de negentien weken dat het in deze lijst stond.